# Жосалы (санаторий)
«Санаторий Жосалы» — Основан в 1965 году и до 1996 года был закрытым ведомственным санаторием Министерства Геологии СССР, в котором отдыхали работники данного министерства. После обретения Казахстаном суверенитета отдых стал доступен всем жителям республики, взрослым и детям
Согласно «Медицинское заключение НИИ Кардиологии и внутренних болезней на воду скважины 2-Э Жосалинского месторождения в Карагандинской области Республики Казахстан» профиль лечения: Болезни крови, Заболевания органов пищеварения, опорно-двигательного аппарата, периферической нервной системы, органов дыхания, женской и мужской половых систем, кожных заболеваний.

### Географическое местоположение

Вид на санаторий с космоса

Санаторий «Жосалы» находится в Карагандинской области в 130 км от города Караганда в Каркаралинском районе, на территории Нура-Сарысуского водохозяйственного бассейна. Жаркий степной воздух соседствует с влажным воздухом леса, где растут березы, осины и сосны. На территории санатория расположен пруд, в котором пресная вода озера пополняется минеральным источником. Для любителей рыбалки в километре на север от санатория протекает река Ащису. Северо-Западная часть территории санатория Жосалы находится в Бухар-Жырауском районе, а восточная в Каркаралинском районе. В 20 км на севере пролегает Павлодарская область.

Главный корпус

### История
- В двадцатых годах 19 века появились первые официальные сведения о Жосалинских минеральных водах. Местные жители обратили внимание, что после купания в небольшом озерце, заживают ссадины и раны. Назвали родник Аулиебулак ("Святой ключ) и стали использовать воду для лечебных целей Водолечение.
- Первые Клинические исследования лечебного воздействия минеральных вод источника проведены окружным врачом С. А. Яроцким в 1830 г для лечения малокровия, желудочных и кожных заболеваний.
- В 1889 году, в Омске, штаб-доктор корпуса Маршев провёл исследование, которое показало, что главными составными частями воды являются: железо, сера и Известь (материал). Это и объяснило тот факт, что с помощью примитивного приёма воды внутрь люди излечиваются от таких заболеваний, как заболевания кишечника, печени, кожи и глистных инвазий.
- Бальнеологическая ценность Жосалинского минерального источника отмечалась ректором КГМИ Поспеловым П. М. Сотрудниками кафедр химии было установлено, что жосалинская вода железистая, кремнистая, содержит сульфатный и хлорный анионы, катионы — марганца, кальция, натрия и калия, а также ряд других биологически активных микроэлементов.
- В 1960г при проведении среднемасштабной гидрогеологической съёмки (В. М. Сосунов) вблизи родника была пройдена скважина глубиной 50 м, вскрывшая напорные минеральные воды с содержанием двухвалентного железа около 100 мг/л.
- В 1962г конторой «Геолминвод» Центрального института курортологии и физиотерапии под руководством А. Б. Авдеевой проведено курортологическое обследование жосалинских минеральных вод и дано заключение о возможности их использования для лечения широкого круга заболеваний органов кровообращения, гинекологических и др.
- Изучение лечебных свойств железистых вод Жосалы длительное время (с 1957г) проводит Карагандинский государственный медицинский институт (П. М. Поспелов и др.).
- В период 19бЗ-1971гг Центрально-Казахстанское геологическое управление провело детальную разведку Жосалинского месторождения и поиски источников хозпитьевого водоснабжения будущего санатория. В 1968г в ГКЗ СССР были утверждены эксплуатационные запасы минеральных вод по категориям В + С1 в количестве 254 м3/сут с содержанием двухвалентного железа 50-100 мг/л.
- Начиная с 1979г на площади месторождения Карагандинская ГРЭ проведены детальные поисковые работы в комплексе с геофизическими методами.
- В 1991г была составлена Технологическая схема эксплуатации водозабора. В 2002 г. Представлена Рабочая программа с обоснованием технологической схемы эксплуатации, утверждённая Протоколом 30-РП от 02 декабря 2002 г. НТС ТУ «Центрказнедра». В 2007 году представлен отчёт (государственный регистрационный № 6КР-06-1232-10, Протокол № 580-07-У от 28.03.07г.) по переоценке эксплуатационных запасов Жосалинского месторождения минеральных вод, эксплуатационные запасы месторождения по состоянию на 01.07.2007 г. на срок эксплуатации 10 лет в количестве 0,189 тыс. м3 /сут по категориям А+В+С, в том числе (в тыс. м3 /сут) по категории А — 0,033; В — 0,013; С1 — 0,143.

### Краткие сведения о Жосалинском месторождении и условиях его эксплуатации
Гидрогеологическая характеристика месторождениея обусловлена геоструктурным положением участка месторождения приуроченном к Коктаской зоне вулканического пояса в пределах которой выделяются Акбулакская и Жосалинская антиклинали сложенные вулканогенными породами коктасской свиты (D1-2kt). Разделяющие их синклинали сложены осадочно-вулканогенными отложениями акбастауской свиты (D2-D3frak). Соответственно в гидрогеологической стратификации на площади месторождения имеют место следующие водоносные подразделения:
— водоносная зона трещиноватости осадочно-вулканогенных пород акбастауской свиты (D2-D3frak);
— водоносная зона трещиноватости преимущественно вулканогенных пород коктасской серии (D1-2kt).
Месторождение минеральных железистых вод, в основном, приурочено к тектоническим зонам сульфидного оруденения в туфогенно-осадочной толще акбастауской свиты. Подземные воды имеют напорный характер на участках перекрытых чехлом кайнозойских отложений. Глубина залегания подземных вод от 6 до 54 м, пьезометрические уровни достигают 1,3-5,1 м. Средняя мощность водоносной зоны трещиноватости около 80 м. Дебиты скважин в период разведки составляли 1,4-1,5 л/с. Коэффициенты фильтрации варьируются в пределах 0,04-0,68 м/сут. По качеству минеральные воды холодные, пресные с минерализацией 0,5-0,9 г/дм3. По типу воды сульфатные кальциево-натриевые, натриевые, кислые (pH 4-5,5). Содержание двухвалентного железа варьирует в пределах 0,98-103,6 мг/дм3. Наибольшее содержание железа фиксируется в центральной части месторождения. Эксплуатационные запасы минеральных вод в количестве 254 м3/сут были утверждены ГКЗ СССР в 1968 г. Запасы обеспечиваются естественными ресурсами водоносной зоны трещиноватости акбастауской свиты в среднем составляющими 380 м3/сут.
В существующей системе водоснабжения действует одна эксплуатационная скважина 2э глубиной −56,8 м. Вскрытые скважиной водовмещающие породы представлены переслаивающимися туфопесчаниками и туфоконгломератами. Скважина оборудована антикоррозийными хромоникелевыми обсадными трубами до глубины 15,5 м, диаметр обсадных труб-146 мм. В 2005 году установлены два насоса марки СН-5-40, JP Basik PS3 Grundfos. Заменены все трубы возле скважины на пластиковые d 32-40 мм, выкопан водовод и уложены пластиковые трубы d 63 мм, протяжённостью 260 метров. Вода из скважины подаётся непосредственно в котельную на бойлер для подогрева, а затем в ванны и душевые. На скважине установлен водомерный счётчик «Metron» d 40 мм. Скважина расположена в закрытом колодце, оборудована бюветом.
Дебит скважины составляет 0,3 л/с. Статический уровень в зависимости от водности года и сезонного режима подземных вод варьируется в пределах 0,3-1,3 м.
Зона санитарной охраны I пояса вокруг 2э установлена в размере 15×15 м. Граница ЗСО II пояса определена расчётом и составляет 40 м и не достигает местоположения бытовых построек. ЗСО III пояса ограничивается областью питания подземных вод и включает площадь месторождения минеральных вод величиной 7 км² . В этой зоне запрещается строительство любых объектов (за исключением связанных с благоустройством и расширением санатория), выпас скота, вырубка леса, применение ядохимикатов, устройство поглощающих колодцев, полей фильтрации и прочих действий могущих привести к изменению химического состава подземных вод.

### Лечение
Лечебное действие железистых сульфатных минеральных вод связано, в основном, с наличием в них физиологически активных ионов железа и сульфат — ионов, которые при совместном присутствии хорошо всасываются кишечником.
Установлено, что кроветворная функция организма усиливается в 1,5 — 2 раза, резко усиливается эвакуаторная функция желудка, а также секреторная и моторная функция желудочно кишечного тракта в случае пониженной моторики и секреции. При повышенной функции установлено регулирующее действие воды: секреция желудка уменьшилась. Уровень целого ряда микроэлементов высокий, более чем в 10 раз превышает нормальный фон этих компонентов для данного района. Воду Жосалинского источника по классификации Александрова отнесли к виду сульфатно-натриевых.
Бальнеологическая ценность Жосалинской воды объясняется присутствием биологически активных компонентов:
- двухвалентное железо −60-100 мг/дм3 (бальнеологический норматив-10 мг/дм3);
- Кремниевые кислоты — до 70 мг/дм3 (бальнеологический норматив-50 мг/дм3);
- марганец-1,3 7-1,5 Омг/дм3 (бальнеологический норматив неустановлен).

Вода Жосалинского месторождения в Карагандинской области РК соответствует Государственному стандарту СТ РК 452—2002 и определяет собственный Жосалинский сульфатный кальциево-натриевый гидрохимический тип бальнеологической группы «железистых» и бальнеологической группы кремнистых лечебно-столовых вод (СТ РК 452—2002, тип XVa). Согласно Межгосударственному ГОСТ 13273 — 88, вода месторождения является представителем слабоминерализованных железистых лечебно — столовых вод (группа XXX) Марциального типа, на 2004 г из 45 разведаных бальнеологических месторождений РК только 2 относятся к железистым.

Водолечебница

Грязелечебница

Профиль лечения Слабоминерализованной железистой воды Жосалинского месторождения, как соответствующей СТ РК 452—2002 (медицинское заключение):
для лечебного питья в условиях питьевого бювета санатория-профилактория « Жосалы» с современной аппаратурой регулирования температуры минеральной воды.:
- Болезни системы крови
- Заболевания органов пищеварения
- Заболевания мочеполовой системы
- Болезни обмена веществ
- Хронические интоксикации, в том числе профессиональные отравления тяжёлыми металлами и фосфором.

для бальнеолечения в условиях санатория-профилактория «Жосалы»:
- Заболевания сердечно-сосудистой системы (вне фазы обострения);
- Болезни костно-мышечной системы;
- Заболевания нервной системы;
- Гинекологические заболевания;
- Кожные болезни;
- Заболевания сосудов;
- Урологические заболевания.

Водогрязелечебница санатория-профилактория «Жосалы» общей площадью 1300 м² включает в себя 10 медицинских кабинетов (терапевта, стоматолога, уролога, гинеколога, педиатра, массажиста, физиокабинет, кабинет механического массажа, ингаляционная, кабинет для кишечного душа); зал для минеральных ванн и минерального душа с отдельными кабинами; зал для грязевых аппликаций и вагинального минерального орошения с отдельными кабинами и душевыми, оснащённые полом с подогревом; зал для лечебной гимнастики со спортивными тренажерами; зал для отдыха и релаксации.

### Климат

Лето в Санатории Жосалы

Зима в Санатории Жосалы

Климат района месторождения по данным Каракаралинской метеостанции резко континентальный. Лето сухое и жаркое, зима холодная, с устойчивым снежным покровом.
- Среднегодовая температура — +1,6 °C
- Среднегодовые осадки — 393 мм.
- Среднегодовая влажность воздуха — 65 %.
- Среднегодовая скорость ветра — 3,8-4,6 м/c.

Температура воздуха в июле достигает в отдельные года 40-46 °C, зимой (январь) она падает до −40-45 °C. . Переход среднесуточной температуры через 0 °C от отрицательной к положительной наступает 12-14 апреля. Число дней в году с температурой воздуха выше 0 °C достигает 190 дней, сумма положительных температур составляет 2000 °C. Среднее многолетнее количество осадков составляет 293 мм, в отдельные влажные года их количество достигает 400—450 мм. Количество эффективных осадков −110 мм. Большая часть осадков (до 80 %) выпадает в летнее время года; летние осадки чаще носят ливневый характер. Устойчивый снежный покров образуется в ноябре и сходит в середине апреля. Наибольшая высота снежного покрова отмечается в феврале-марте и достигает 26 см, В залесённых логах и расщелинах высота снежного покрова увеличивается до 1 м и более. Наибольшая абсолютная влажность отмечается летом, когда величина испарения и осадков максимальная. Максимальный дефицит влажности отмечается в августе и равен 12,2 мбар. Господствующее направление ветров юго-западное.

### Социальные проекты
- 12-13 сентября 2008 г. санаторий принял в гости участников велопробега «Караганда-Санаторий Жосалы»[10][11].